# مو هاوارد
مو هاوارد (انگلیسی: Moe Howard؛ ۱۹ ژوئن ۱۸۹۷ – ۴ مهٔ ۱۹۷۵) یک هنرپیشه اهل ایالات متحده آمریکا بود. وی بین سال‌های ۱۹۰۹ تا ۱۹۷۵ میلادی فعالیت می‌کرد.وی برادر کرلی هاوارد و شمپ هوارد می باشد.

## گزیده فیلمشناسی
از فیلم‌ها یا برنامه‌های تلویزیونی که وی در آن نقش داشته‌است می‌توان به آثار زیر اشاره کرد.
- بی‌رنج گنج میسر نمی‌شود (۱۹۴۱)
- یخ داغ (۱۹۵۵)
- آژیر کاذب (۱۹۳۶)
- دنیای دیوانه، دیوانه، دیوانه، دیوانه (۱۹۶۳)
- ۴ نفر برای تگزاس (۱۹۶۳)